# Уотсон, Джи-Вон
Джи-Вон Тидли Уотсон (англ. Je-Vaughn Tidley Watson; род. 22 октября 1983[…], Сент-Кэтрин, Мидлсекс) — ямайский футболист, полузащитник. Выступал за сборную Ямайки.

## Клубная карьера

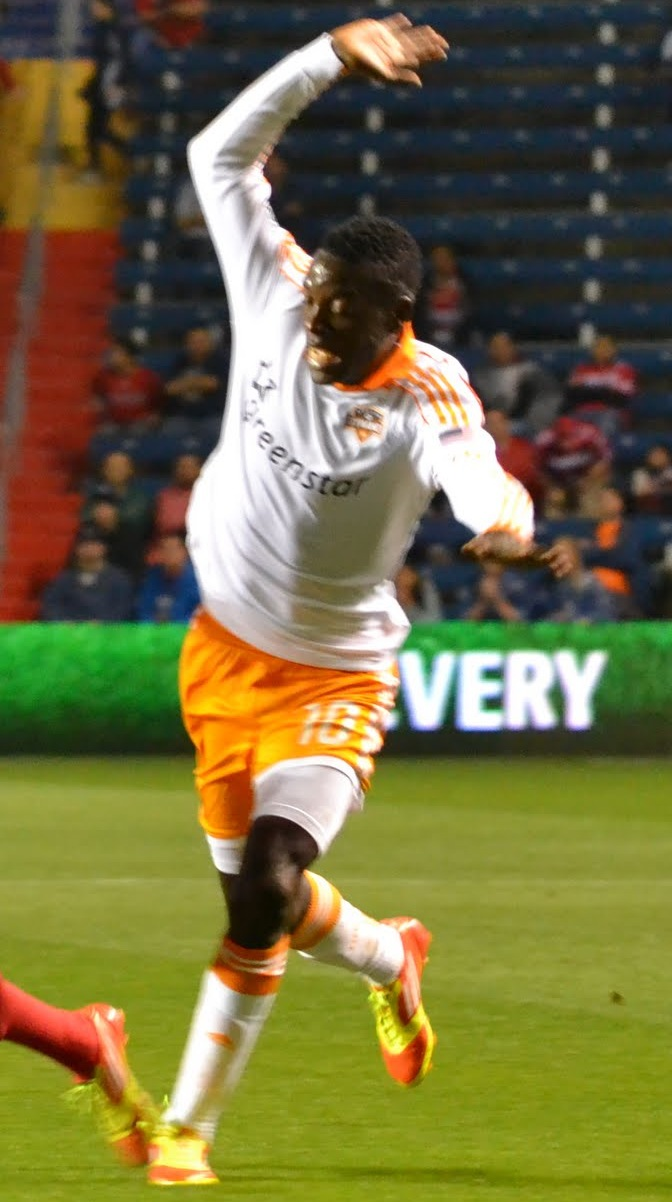
Уотсон в составе «Хьюстон Динамо» (2012 год)

Уотсон начал карьеру, выступая за футбольную команду Центральной спортивной академии Ямайки.
15 апреля 2011 года Джи-Вон подписал контракт с клубом MLS «Хьюстон Динамо». 24 апреля в матче против «Чикаго Файр» он дебютировал в американской лиге. 15 сентября в поединке против «Коламбус Крю» он забил свой первый гол за команду из Хьюстона. Дважды, в 2011 и 2012 годах, Джи-Вон помогал команде выходить в финал Кубка MLS.
19 февраля 2013 года Уотсон был обменян в «Даллас» на пик второго раунда Супердрафта MLS 2015. 3 марта в матче против «Колорадо Рэпидз» он дебютировал за «быков». 12 мая в поединке против «Ди Си Юнайтед» Джи-Вон забил свой первый гол за «Даллас».
19 февраля 2016 года контракт Уотсона с «Далласом» был расторгнут по обоюдному согласию сторон. 4 марта было объявлено, что он переподписал контракт с клубом, однако будет обменян в «Нью-Инглэнд Революшн» на пик третьего раунда Супердрафта MLS 2017. 6 марта в матче стартового тура сезона 2016 против своего бывшего клуба «Хьюстон Динамо» он дебютировал за «Революшн». По окончании сезона 2017 «Революшн» не стал продлевать контракт с Уотсоном.
27 апреля 2018 года Уотсон присоединился к клубу USL «Шарлотт Индепенденс».
9 мая 2019 года Уотсон подписал контракт с клубом «ОКС Энерджи».
15 сентября 2020 года Уотсон подписал контракт с клубом «Остин Боулд».

## Международная карьера
26 июля 2008 года в товарищеском матче против сборной Сальвадора Уотсон дебютировал за сборную Ямайки.
В 2011 году в составе сборной он принял участие в розыгрыше Золотого кубка КОНКАКАФ. На турнире Джи-Вон сыграл в матчах против команд Гренады, Гондураса и США.
25 февраля 2014 года в поединке против Кубы Уотсон забил свой первый гол за национальную команду. В том же году он помог сборной выиграть Карибский кубок.
Летом 2015 года Уотсон попал в заявку сборной на участие в Кубке Америки в Чили. На турнире он сыграл в матчах против Парагвая и Аргентины.
В том же году Джи-Вон принял участие в Золотом кубке КОНКАКАФ. На турнире он сыграл в матчах против команд Канады, Сальвадора, Коста-Рики, Мексики и США.
Летом 2016 года Уотсон принял участие в Кубке Америки в США. На турнире он сыграл в матчах против сборных Мексики, Венесуэлы и Уругвая.
В 2017 году Уотсон во второй раз подряд стал серебряным призёром Золотого кубка КОНКАКАФ. На турнире он сыграл в матчах против команд Кюрасао, Сальвадора, Канады, США и дважды Мексики. В финале против американцев Джи-Вон забил гол.
Уотсон был включён в состав сборной Ямайки на Золотой кубок КОНКАКАФ 2019.

### Голы за сборную Ямайки
| #  | Дата            | Место                                           | Противник  | Счёт | Результат | Соревнование                        |
| -- | --------------- | ----------------------------------------------- | ---------- | ---- | --------- | ----------------------------------- |
| 1. | 25 февраля 2014 | Монтего-Бей Спорт Комплекс, Монтего-Бей, Ямайка | Куба       | 2:0  | 3:0       | Товарищеский матч                   |
| 2. | 26 марта 2016   | Индепенденс Парк, Кингстон, Ямайка              | Коста-Рика | 1:0  | 1:1       | Чемпионат мира 2018 (квалификация)  |
| 3. | 11 октября 2016 | Леонора Стэдиум, Леонора, Гайана                | Гайана     | 2:1  | 2:4       | Карибский кубок 2017 (квалификация) |
| 4. | 27 июля 2017    | Ливайс Стэдиум, Санта-Клара, США                | США        | 1:1  | 2:1       | Золотой кубок КОНКАКАФ 2017         |

## Достижения
Международные
 Ямайка
- Карибский кубок — 2014
- Золотой кубок КОНКАКАФ — 2015
- Золотой кубок КОНКАКАФ — 2017